# District de Lixia
Le district de Lixia (历下区 ; pinyin : Lìxià Qū) est une subdivision administrative de la province du Shandong en Chine. Il est placé sous la juridiction de la ville sous-provinciale de Jinan.